# Bronces de Benín

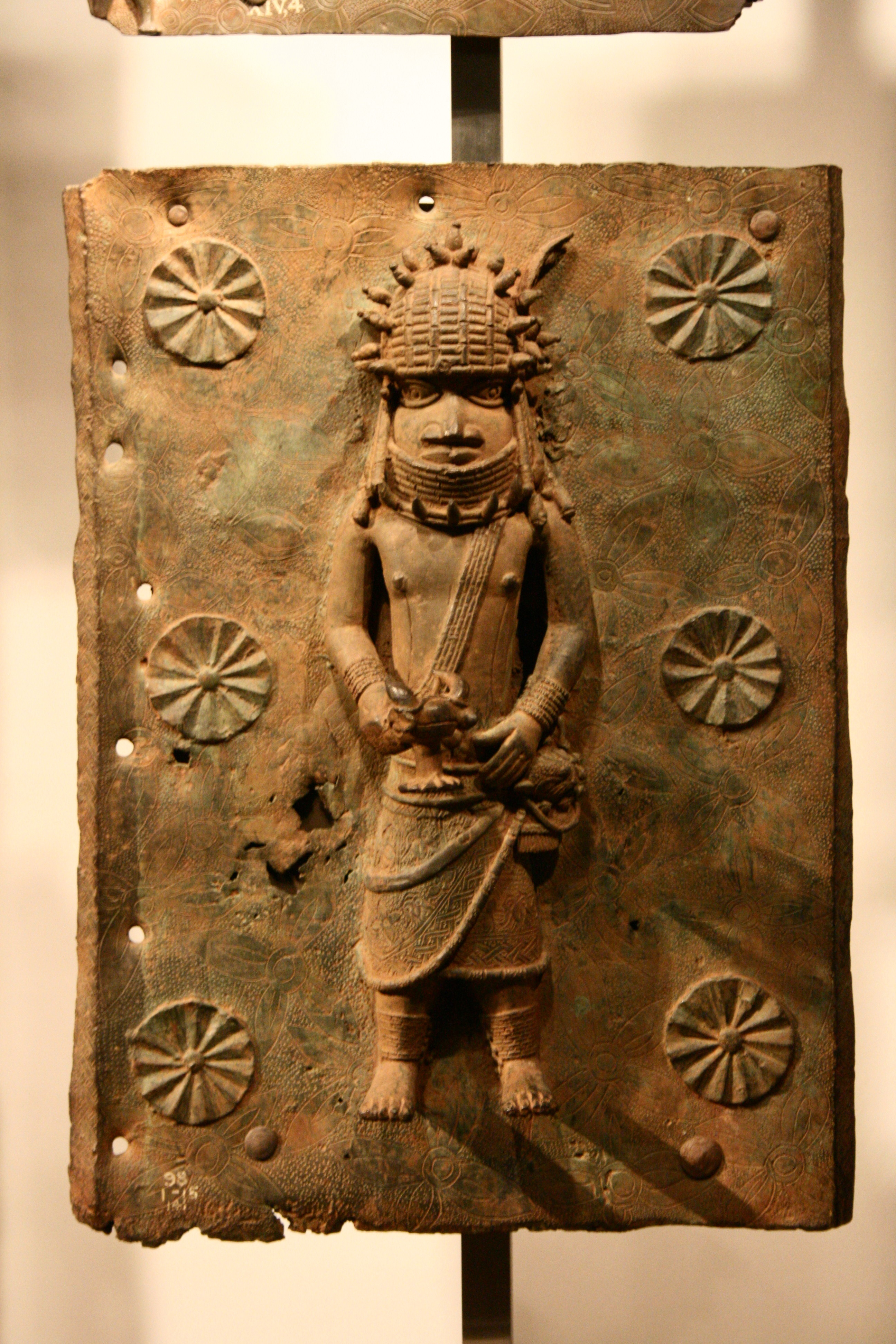
Placa de bronce de Benín del Museo Británico de Londres.

Los bronces de Benín son una colección constituida por más de mil piezas conmemorativas que provienen del palacio real del reino de Benín. Fueron creadas por la tribu edo desde el siglo XIII y, en 1897, la Marina Real británica confiscó una gran parte de ellas en represalia por la masacre de unos embajadadores ingleses unas semanas antes.  La Marina subastó la mayoría de sus piezas, algunas de las cuales fueron adquiridas por el Museo Británico y por un museo privado inglés de arte primitiva; y la mayoría, por museos alemanes.  Actualmente, parte aún se encuentra en el Museo Británico, concretamente en la sala 25 (en la sección de África).  Otras piezas se hallan en los Estados Unidos y Alemania, entre otros países.
Los bronces de Benín propiciaron una mayor apreciación por parte de Europa de la cultura africana y del arte tribal. Inicialmente, parecía imposible e increíble que gente tan «primitiva» y «salvaje» fuese la responsable de la creación de objetos tan desarrollados. Incluso se llegó a la conclusión que habían tomado el conocimiento metalúrgico de los portugueses. Actualmente, se sabe que los bronces eran fabricados en Benín desde el siglo XIII y que buena parte de las colecciones datan de los siglos XV y XVI. Se cree que los dos periodos dorados en la creación de bronces fueron el reinado de Esigie (c. 1550) y el de Eresonye (1735-1750).
Si bien el conjunto de piezas recibe el nombre de «bronces de Benín», no todas las piezas son de este material: también las hay de latón, o de una mezcla de bronce y latón; de madera, cerámica, marfil, etc. Las metálicas han sido producidas por moldeo a la cera perdida y algunos consideran ejemplar su técnica.

## Antecedentes

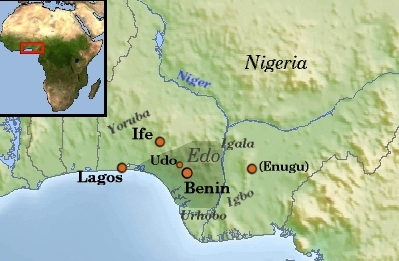
Extensión de los pueblos edo.

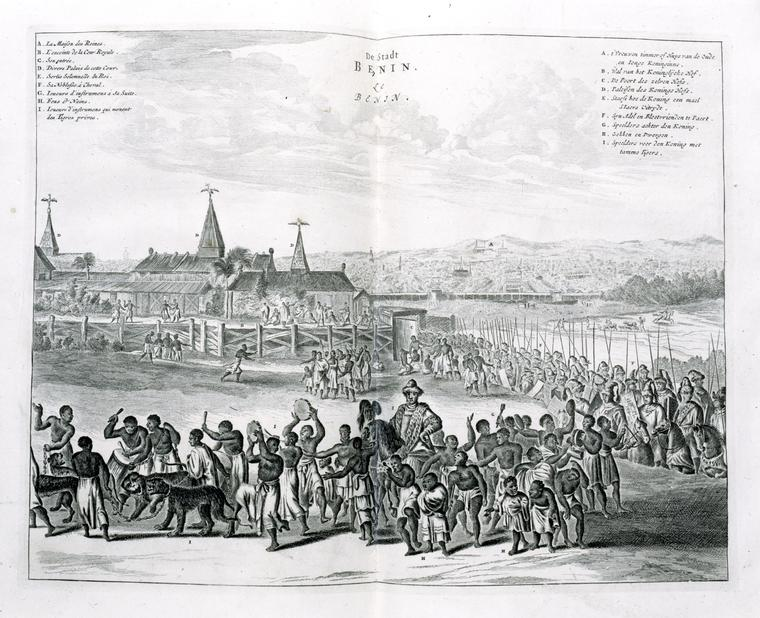
El Oba en la ciudad de Benín en 1686.

El reino de Benín, que entre los siglo XIV y XIX ocupó una pequeña porción al sur del territorio de la actual Nigeria, fue muy rico en esculturas realizadas con materiales diversos, tales como hierro, bronce, madera, marfil o terracota. Se ha conservado un gran número de pequeñas copas o cálices tallados en marfil, los cuales fueron producidos por los edo, una etnia de la costa nigeriana. A partir del siglo XVIII, comerciantes y exploradores europeos adquirieron algunas pocas piezas.  En Europa, eran vistas como simples curiosidades de cultos paganos.
Así, las primeras piezas que realmente llamaron la atención occidental fueron aquellas enviadas por el Ejército británico a Londres en 1897, después de su expedición punitiva contra el reino de Benín. Se trataba de un tesoro formado por esculturas de bronce y marfil, entre las que destacaban cabezas de reyes, figuras de leopardos, campanas y un gran número de placas con altorrelieve, todas ellas realizadas con sorprendente maestría con la técnica de la cera perdida. Posteriormente, en 1910, el investigador alemán Leo Frobenius llevó a cabo una expedición a África con el propósito de coleccionar obras de arte africano para los museos de su país. Se cree que solo quedan en Nigeria unas cincuenta piezas, mientras que las colecciones europeas y estadounidenses cuentan con unas 2400.
En el África tropical, en el centro del continente, tempranamente se desarrolló la técnica de la cera perdida utilizada en las pequeñas esculturas de bronce, como atestiguan las piezas encontradas en Benín. Cuando un rey moría, su sucesor mandaba hacer una cabeza de bronce. Existen cerca de ciento sesenta; y las más antiguas provienen seguramente del siglo XII. El Oba monopolizaba los materiales más difíciles de obtener, como el oro, los colmillos de elefante o el bronce. Estos reyes hicieron posible la fabricación de los espléndidos bronces de Benín; de esta forma, las cortes reales contribuyeron de manera definitiva al arte subsahariano. En 1939, se descubrieron cabezas muy similares a las de Benín en la ciudad santa de los yoruba, Ife, datadas en los siglos XIV y XV. Este descubrimiento confirmó la tradición de Benín, que afirmaba que habían sido artistas de Ife quienes les habían enseñado las técnicas de trabajo del bronce.  La más antigua evidencia de la técnica de la cera perdida proviene de Bulgaria, en el este de Europa, y data de alrededor del año 4500 a. C. (hace unos 6500 años).  En el Antiguo Egipto se esculpió con esta misma técnica y se transmitió este conocimiento a la civilización greconubiana.

## Historia

### Acontecimientos de 1897

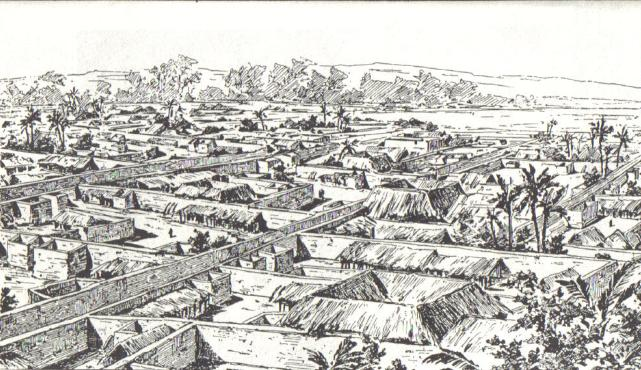
Dibujo que representa la ciudad de Benín en 1897, trazado por un oficial británico.

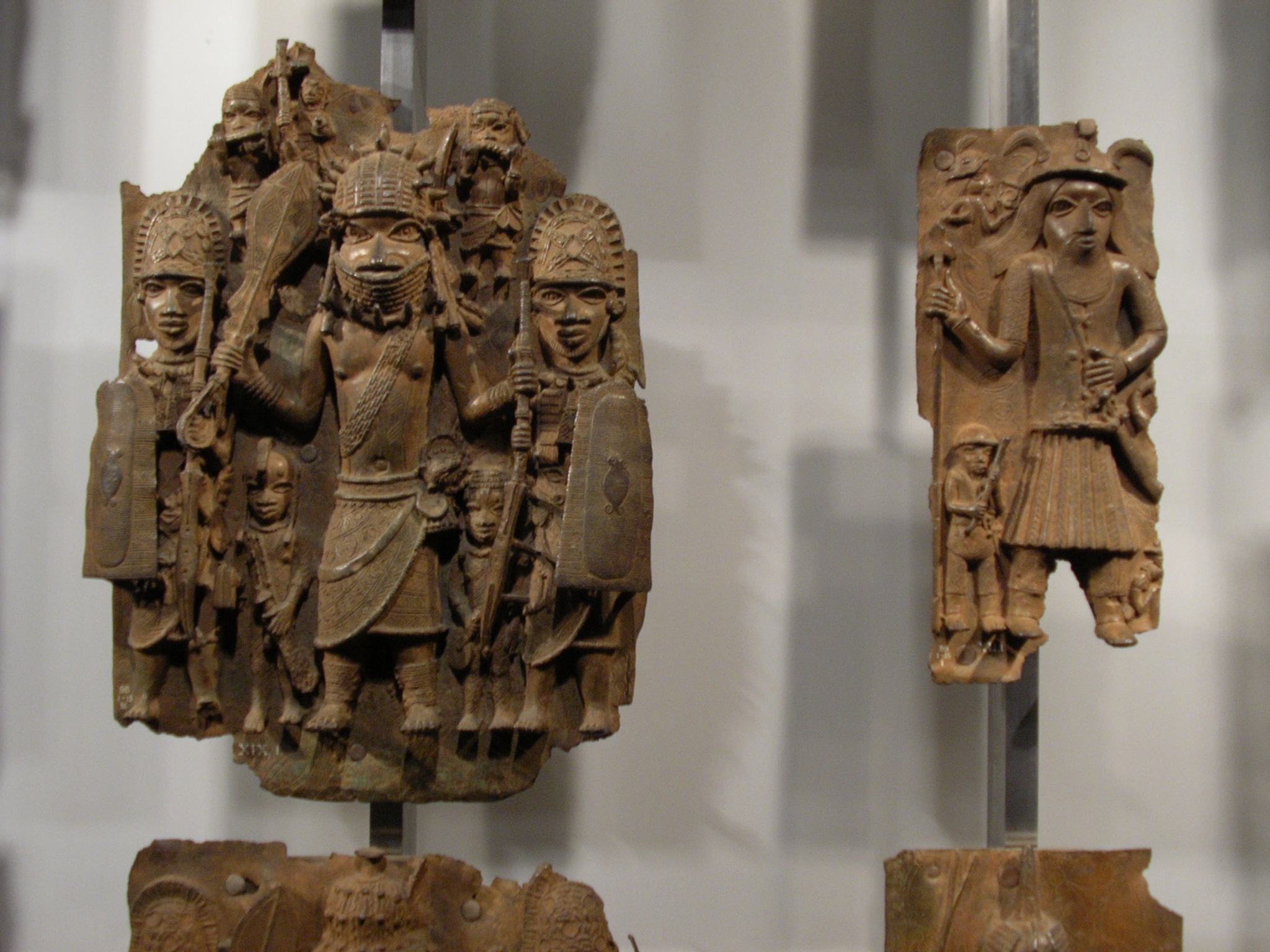
Dos bronces de Benín en el Museo de Victoria y Alberto de Londres.

En 1897, el vicecónsul general James Philips, junto a otros seis oficiales británicos, dos comerciantes, intérpretes y 215 porteadores, se puso en marcha hacia Benín desde el pequeño puerto de Sapele. Aunque habían informado que tenían previsto realizar una embajada, les habían contestado que debían esperar, pues estaban realizando unos rituales y ningún extranjero podía entrar en la ciudad de Benín mientras tanto; sin embargo, los británicos ignoraron el aviso y continuaron con la expedición. En el camino, fueron emboscados al sur de la ciudad por guerreros edo.  Hasta cuatro de los embajadores habrían sido capturados vivos y sacrificados en el altar del palacio de Benín.  En todo caso, solo dos europeos sobrevivieron a la expedición.
Ocho días después, las noticias del incidente llegaron a Londres e, inmediatamente, se organizó una expedición naval punitiva, dirigida por el almirante Rawson. La expedición saqueó y destruyó por completo la ciudad de Benín. Tras la victoria británica, los conquistadores se llevaron las obras de arte que decoraban el palacio real y las residencias de la nobleza, acumuladas durante muchos siglos. La versión oficial sostuvo que tal represalia había sido llevada a cabo porque las tribus habían emboscado una misión humanitaria y pacífica. También afirmaba que la expedición naval de Rawson liberó a la población de un reinado de terror: de hecho, las fuerzas de Rawson encontraron árboles de crucifixión con 60 víctimas, observaron doce decapitaciones de esclavos durante la batalla final, y encontraron 100 cadáveres en pozos contiguos a los altares de sacrificios.

### Reparto entre museos y particulares
Los bronces de Benín que formaron parte del botín de la expedición punitiva de 1897 tuvieron diferentes destinos: una parte terminó en la colección privada de diferentes oficiales británicos; la Foreign Office vendió una cantidad importante que, posteriormente, acabaría en distintos museos de Europa, principalmente en Alemania, y de los Estados Unidos. La notable calidad de los trabajos se vio reflejada rápidamente en los altos precios que alcanzaron en el mercado. La Foreign Office donó al Museo Británico una gran cantidad de placas de pared de bronce, que representaban la historia del reino de Benín en los siglos XV y XVI. Muchas de ellas son exhibidas en la sección etnográfica del Museo Británico, mientras que en el Museo de la Humanidad se encuentra la principal colección de estas obras de arte.
En 1984, Sotheby's subastó una placa de Benín que representaba a un músico. El precio de venta se fijó entre 25 000 y 35 000 libras esterlinas en el catálogo de la subasta.
| Colecciones museísticas de bronces de Benín (1973) | Colecciones museísticas de bronces de Benín (1973)                | Colecciones museísticas de bronces de Benín (1973) |
| Ciudad                                             | Museo                                                             | Número de piezas                                   |
| -------------------------------------------------- | ----------------------------------------------------------------- | -------------------------------------------------- |
| Londres                                            | Museo Británico                                                   | 700                                                |
| Berlín                                             | Ethnologisches Museum                                             | 580                                                |
| Oxford                                             | Museo Pitt Rivers                                                 | 327                                                |
| Hamburgo                                           | Museum für Völkerkunde, Museum für Kunst und Gewerbe              | 196                                                |
| Dresde                                             | Staatliches Museum für Völkerkunde                                | 182                                                |
| Nueva York                                         | Museo Metropolitano de Arte                                       | 163                                                |
| Filadelfia                                         | Universidad de Pensilvania Museum of Archaeology and Anthropology | 100                                                |
| Leiden                                             | Rijksmuseum voor Volkenkunde                                      | 98                                                 |
| Leipzig                                            | Museum für Völkerkunde                                            | 87                                                 |
| Colonia                                            | Rautenstrauch-Joest-Museum                                        | 73                                                 |

### Actualidad
Las dos colecciones de objetos de Benín más extensas se encuentran en el Museo Etnológico de Berlín y en el Museo Británico de Londres, mientras que la tercera colección más amplia es albergada en diferentes museos de Nigeria, principalmente, en el Museo Nacional de Lagos.  El Museo Británico ha vendido más de 30 piezas al gobierno de Nigeria desde los años 1950. En 1950, el conservador del museo, Hermann Braunholtz, destacó que de las 203 placas adquiridas por el Museo en 1899, unas 30 estaban duplicadas, aunque hechas individualmente; por lo tanto, eran superfluas para el Museo, ya que tenían la misma representación. Las ventas se detuvieron en 1972 y el especialista de arte africano del Museo, Nigel Barley, admitió que habían sido un error.

### Solicitudes de restitución
Desde su independencia en 1960, Nigeria ha solicitado varias veces la devolución de los artefactos de esta colección. El debate sobre la ubicación de los bronces en relación con su lugar de origen ha sido un tema rodeado de controversia. A menudo, su devolución a un reino de Benín que ocupaba "cientos de millas" de extensión dentro de un continente de 30 millones de kilómetros cuadrados ha sido considerada como el icono de la repatriación total del continente africano. El conjunto de los artefactos del imperio de Benín se ha convertido en un caso importante en el debate internacional sobre la restitución, equiparable a otros casos como el de los mármoles de Elgin del Partenón.

### Oposición afroestadounidense a la restitución
En agosto de 2022, Restitution Study Group, un grupo afroestadounidense a favor de reparaciones por la esclavitud, solicitó a la Comisión de Caridad del Reino Unido prohibir la repatriación de los bronces a Nigeria.  El grupo argumentó que los africanos del reino de Benín vendieron esclavos negros a comerciantes marítimos para su exportación a América; cualquier reintegro de los bronces a africanos nigerianos beneficiaría a los descendientes de los esclavizadores, y no a los descendientes de los esclavos en América. El grupo propuso que los descendientes americanos de los africanos esclavizados fuesen copropietarios de los Bronces de Benín en museos occidentales.  No aclararon si habría alguna concesión a los millones de africanos esclavizados en África por otros africanos y nunca exportados fuera de África, o a los millones de esclavos africanos exportados a Asia por los musulmanes.

## Piezas

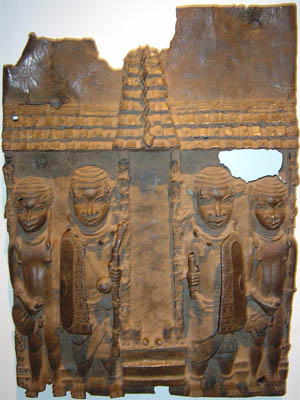
Placa de latón que representa la entrada al palacio del Oba de Benín. Data del y se encuentra en el Museo Británico de Londres.

La escultura de Benín es más naturalista que la mayoría de los tótems africanos. Las superficies de bronce están diseñadas para buscar contrastes con la herida de la luz sobre el metal, perceptibles en las pulseras de cobre, armaduras de bronce y decoraciones del fondo, que destacan los torsos de las figuras rechonchas. Los rasgos de las cabezas se acentúan apartándose de las proporciones naturales y el artista las hace mucho más grandes, exagerando el modelaje de los ojos, la nariz y los labios, que dibuja con gran esmero. Lo más notable de las piezas es el alto nivel de destreza que alcanzaron los herreros de Benín en el complejo proceso del fundido de la cera perdida. Los descendientes de estos artesanos de Benín aún veneran a Igue-igha, quien introdujo el arte del fundido en su tierra, posiblemente aprendido de los árabes a finales del siglo XIII.
Otro aspecto importante de estas obras de arte es su exclusividad: la propiedad estaba reservada a ciertas clases sociales, lo que refleja la estricta estructura jerárquica de la sociedad de Benín. En general, solo el rey podía poseer objetos de bronce y marfil. No obstante, podía dar permiso a los jefes de alto rango para utilizar, por ejemplo, máscaras colgantes o puños de brazo de bronce y marfil. El coral también fue un material real y los anillos de cuello de este material fueron un símbolo de nobleza, concedidos específicamente por el Oba.

### Temática

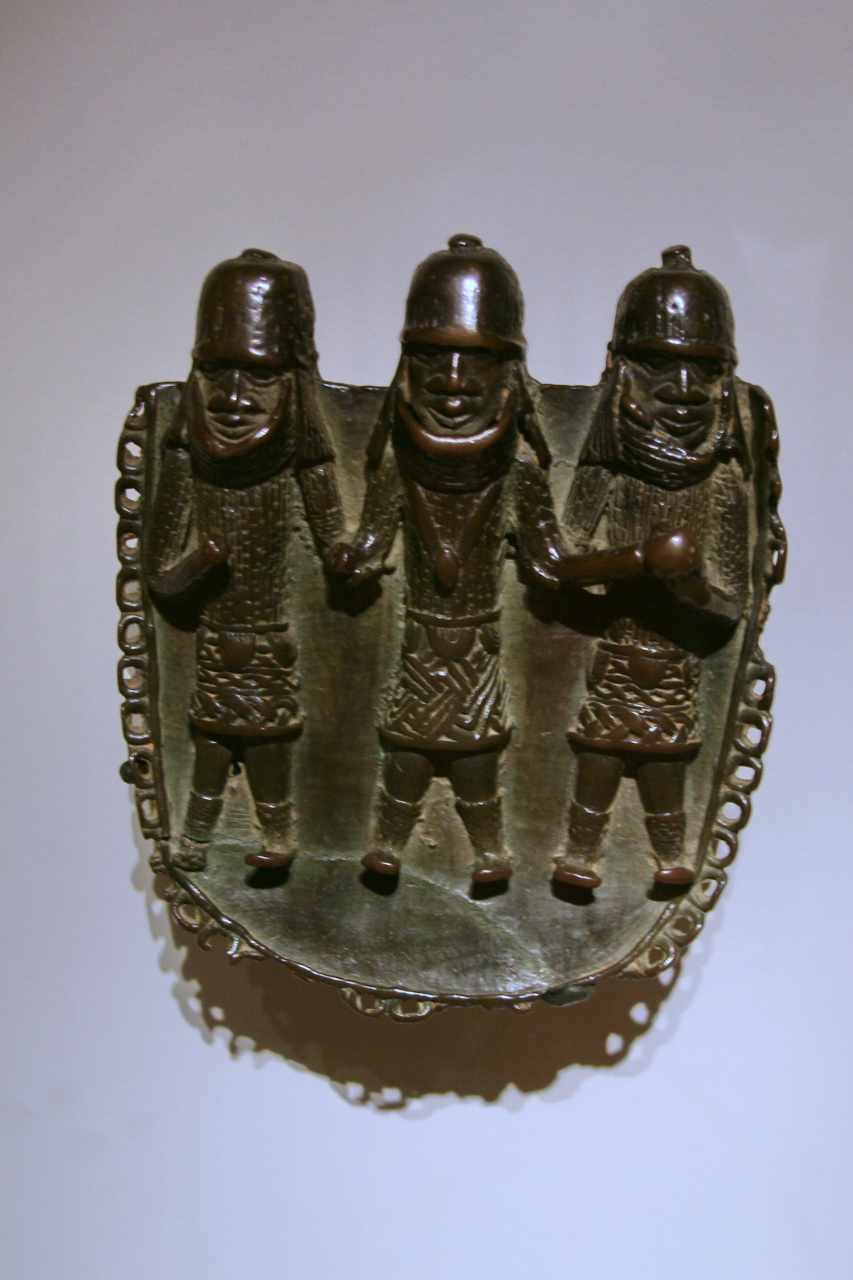
Colgante hecho de una aleación de cobre y que se llevaba en las caderas (Museo Nacional de Arte Africano).

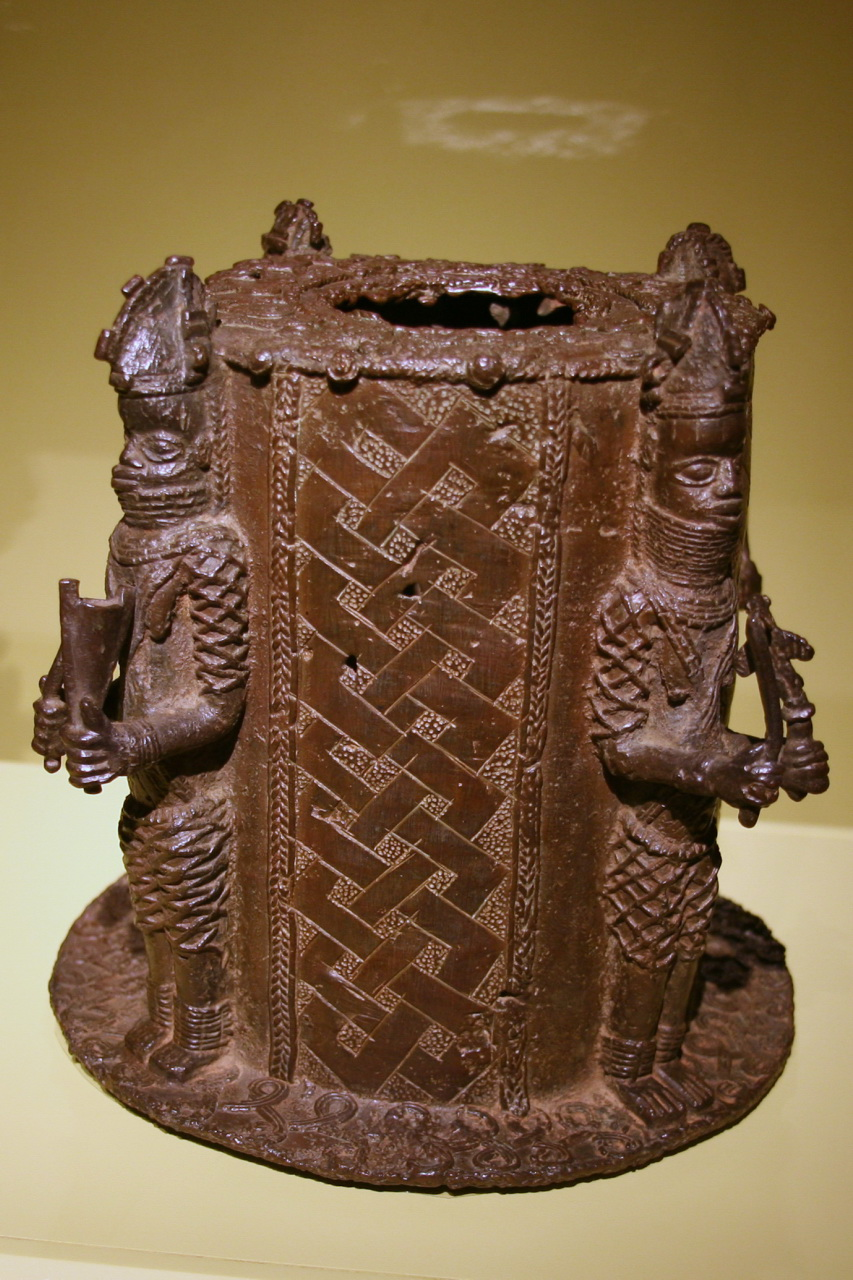
Pie de altar edo que data de los siglos y (Museo Nacional de Arte Africano).

El bronce y las tallas de marfil tenían una variedad de funciones en la vida ritual y cortesana de Benín. Como arte cortesano, su objetivo principal consistía en glorificar al Oba, rey divino, y a la historia de su poderoso imperio. El arte de Benín cuenta con una gran variedad de objetos, de los cuales los relieves de bronce o latón y las cabezas de reyes son los más conocidos. Los recipientes de bronce, las campanas, ornamentos, joyas y objetos rituales se caracterizaron por sus cualidades estéticas, originalidad y maestría artesanal, aunque suelen ser eclipsados por las obras figurativas en bronce y por las tallas de marfil.
Los relieves de bronce decoraban los pilares de los espaciosos patios del palacio real. Algunos de los relieves representan importantes batallas de las guerras de expansión del siglo XVI; sin embargo, la mayoría muestra a dignatarios de la corte con espléndidos vestidos ceremoniales. Gran parte de las figuras representadas en las placas solo puede ser identificada gracias a sus vestiduras y atributos, los cuales indican su función en la corte, mas no como personajes históricos concretos. Aunque ha habido intentos de vincular algunos retratos con personajes, estas identificaciones han resultado especulativas y no han podido ser verificadas. En algunos casos, la falta de información también se aplica a la identificación de la función del personaje, según su vestimenta, ya que esta podría no ser concluyente.
Las cabezas de bronce se reservaban para los altares ancestrales. También se usaban como base para colmillos de elefantes grabados, que se colocaban en la obertura de la cabeza. Las cabezas conmemorativas del rey o de la reina madre no son retratos individuales, aunque muestran un naturalismo estilizado. Más bien, se trata de representaciones arquetípicas y su diseño fue cambiando con el transcurrir de los siglos, al igual que ocurrió con las insignias de los reyes retratados. Los colmillos de elefante con tallas figurativas, que probablemente empezaron a ser usados como elemento decorativo en el siglo XVIII, muestran escenas concretas del reinado de algún rey difunto.
Como requisito previo a la sucesión real, todos los nuevos Oba debían instalar un altar en honor de su predecesor. Bajo las creencias de Benín, la cabeza de cada persona era el receptáculo de la guía sobrenatural para el comportamiento racional. La cabeza de un Oba era especialmente sagrada, ya que la supervivencia, seguridad y prosperidad de todos los ciudadanos edos y de sus familias dependía de su sabiduría. En las festividades anuales para el refuerzo del poder místico del Oba, el rey llevaba a cabo ofrendas rituales en estos santuarios, las cuales eran consideradas esenciales para la continuación del reino. La variación estilística de estas cabezas de altar de bronce es una característica tan elemental y evidente del arte de Benín que constituye la directriz científica principal para establecer una cronología.
El leopardo es un motivo que se encuentra representado en muchos objetos: es el animal que simboliza al Oba. Otro motivo recurrente es la tríada real: muestra la figura del Oba en el centro, escoltada por dos asistentes, con lo cual destaca el apoyo de otros en quienes el rey debía confiar para gobernar y ejercer sus funciones.

### Técnica

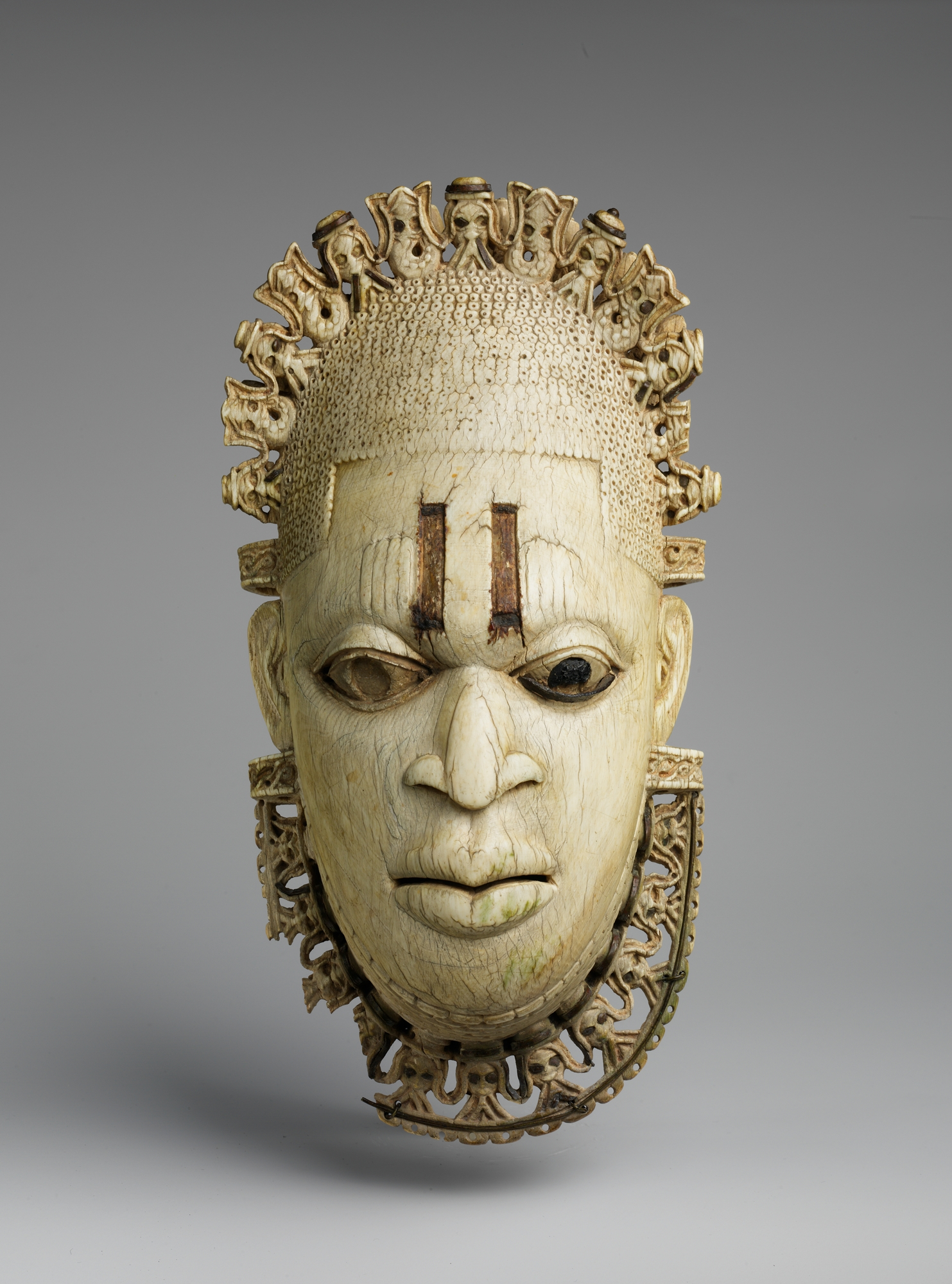
Máscara de marfil del reino de Benín, datada en el (Museo Metropolitano de Arte de Nueva York).

Las piezas, pese a que generalmente son conocidas como bronces de Benín, están hechas de diferentes materiales. Incluso algunas ni siquiera están hechas de metal. Las piezas no metálicas tomadas por el Ejército británico estaban hechas, entre otros materiales, de madera, cerámica, marfil, piel y tela. Los metales no se limitaron solo al bronce, sino que también se utilizó latón, aunque análisis metalúrgicos han mostrado que se trataba de una aleación de cobre, zinc y plomo en diversas proporciones.
Los objetos de madera se realizaban a partir de un tronco o rama de árbol mediante la talla directa, es decir, rebajando y tallando una pieza cilíndrica con herramientas. El artista conseguía la forma final de su obra a partir de un bloque de madera. Dado que se acostumbraba a usar siempre madera acabada de cortar, una vez finalizada la pieza y para evitar grietas al secarse, se carbonizaba la superficie, consiguiendo mediante esta acción una ventaja para la posterior policromía, que se realizaba con cortes de cuchillo y aplicaciones de pintura natural con aceite de manteca vegetal o de palma. Este tipo de engrasado, que se iba realizando periódicamente al lado del humo de las habitaciones o cabañas, permitía que las esculturas de madera adquirieran una pátina con apariencia de metal oxidado.
La escultura de bronce de Benín, en su grado más alto de perfección en el siglo XV, fue usada principalmente para la decoración del palacio real, que contenía numerosas obras de este material. Los artistas del bronce estaban organizados en una especie de gremio bajo mandato real y vivían en un barrio especial del palacio bajo el control directo del Oba. Las obras realizadas con la técnica de la cera perdida requerían una gran especialización y la calidad era mayor cuando el rey era más poderoso y podía permitirse tener a su servicio un gran número de especialistas. La técnica del fundido fue introducida en Benín —según la tradición— en el siglo XIII por el hijo del Oni o soberano de Ife, quien enseñó a sus habitantes el arte del fundido del bronce con la técnica de la cera perdida. Estos grandes artesanos desarrollaron la técnica hasta el punto de llegar a fundir placas con tan solo un octavo de pulgada de grosor, superando y mejorando el arte de los grandes maestros europeos del Renacimiento.

### Ejemplos de piezas
| Piezas en el Museo Británico | Piezas en el Museo Británico |
| --- | --- |
| Relieve de bronce hecho con la técnica de la cera perdida. De forma rectangular con alas laterales, en gran parte desaparecidas, la superficie de fondo está decorada con patrones de tréboles de cuatro hojas estilizadas (hoja de río) y punteadas. Datada entre los siglos XVI y XVII. Oba con dos asistentes con los brazos apoyados. El Oba lleva bandas de abalorios sobre el pecho desnudo, al que se juntan mangas de abalorios; su faldilla está ornamentada con cabezas de cocodrilos. Los asistentes llevan ropa con los extremos extendidos, collares anchos de abalorios, bandas en el tobillo y sombreros puntiagudos, con bandas frontales de abalorios. El pecho de las tres personas están marcados con cicatrices. En el fondo están presentes dos pares de cabezas de cocodrilos en relieve. Dimensiones: Altura: 48 cm - Anchura: 38 cm - Profundidad: 8 cm. Pieza expuesta en la sala 25, Museo Británico, Londres. Registro: 1898,0115.42 | Relieve de bronce hecho con la técnica de la cera perdida, presenta forma rectangular. En la placa hay representadas cinco figuras: en el centro se encuentra el Oba sentado en su trono, a su lado dos servidores suyos arrodillados, en el fondo se aprecian dos figuras de tamaño más reducido que han estado identificadas como dos comerciantes portugueses con el pelo y los gorros de estilo europeo. Las representaciones, de mayor a menor medida, indican la jerarquía de los personajes. Dimensiones: Altura: 43,5 cm - Anchura: 41 cm - Profundidad: 10,7 cm. Pieza expuesta en la sala 25, Museo Británico, Londres. Registro: 1898, 0115.23 |

## Inspiración artística
El arte africano, además de su valor intrínseco para las culturas que lo produjeron, ha influido notablemente en el desarrollo del arte moderno y arte contemporáneo en Europa y América. Durante el siglo XX, varios movimientos vanguardistas encontraron inspiración en sus formas estilizadas, su carácter simbólico y su énfasis en la abstracción, en contraste con el academicismo tradicional europeo.
Artistas fovistas como Henri Matisse y André Derain, así como cubistas como Pablo Picasso, Georges Braque y Juan Gris, valoraron la libertad formal del arte africano, especialmente su tendencia a descomponer las formas naturales en estructuras geométricas. Esta influencia se reflejó en la simplificación de volúmenes y el uso expresivo del color, alejándose del naturalismo clásico.
En Alemania, grupos como Die Brücke y Der Blaue Reiter buscaron en las máscaras africanas una forma de expresión directa y emotiva. El expresionismo alemán halló en la estética africana una vía para romper con las convenciones académicas, destacando el uso deliberado de la distorsión formal y la intensidad cromática como recursos expresivos.
El grupo fovista, compuesto por artistas como Matisse, Derain y Maurice de Vlaminck, adoptó una paleta cromática intensa y no naturalista, influido por el uso simbólico y libre del color en las esculturas y máscaras africanas. Esta "libertad cromática" impulsó una nueva concepción pictórica, en la que el color construye la forma y no simplemente la reviste.
Asimismo, la influencia del arte africano fue visible en la obra escultórica de Amedeo Modigliani, cuyas figuras alargadas remiten a cánones formales africanos, y en las estilizaciones esenciales de Constantin Brâncuși. La atracción por el arte africano formó parte de una búsqueda más amplia por parte de los artistas europeos de principios del siglo XX de un arte "primitivo", libre de las convenciones racionalistas occidentales.